# Чилеански гвемали
Чилеански гвемали или јужни гвемали (лат. Hippocamelus bisulcus) је сисар из реда папкара (Artiodactyla) и породице јелена (Cervidae).

## Угроженост
Ова врста се сматра угроженом.

## Распрострањење
Ареал чилеанског гвемалија је ограничен на мањи број држава. Врста је присутна у Чилеу и Аргентини.

## Станиште
Станишта чилеанског гвемалија су шуме, планине, травна вегетација, умерено травнати екосистеми и саване и жбуновита вегетација. 